# موهان (بازیگر)
موهان (به انگلیسی: Mohan) (زاده ۲۳ اوت ۱۹۵۶) بازیگر و تهیه‌کننده هندی است.
از کارهای معروف او می‌توان به بازی در فیلم قلب را نیشگون نگیرید و صدا اشاره کرد.